# Konstantyn Hangerli
Konstantyn Hangerli (rum. Constantin Hangerli; zm. 1799) – hospodar Wołoszczyzny w latach 1797–1799.
Był bratem hospodara Aleksandra Hangerliego. Pochodził z rodu Greków fanariockich, był spokrewniony z rodem Ipsilantich. Objął tron wołoski w 1797. Naraziwszy się Turkom został z rozkazu sułtana zamordowany na swoim dworze na początku 1799.